# Yusif Huseynov
Yusif Ismayil oglu Huseynov (en azerí: Yusif İsmayıl oğlu Hüseynov; Bakú, 15 de octubre de 1928 – 1 de septiembre de 2009) fue un pintor de Azerbaiyán, que obtuvo en 1979 la distinción de Artista del Pueblo de la República Socialista Soviética de Azerbaiyán.

## Biografía
Yusif Huseynov nació el 15 de octubre de 1928 en Bakú.
En 1949 se graduó de la Escuela Estatal de Arte de Azerbaiyán en nombre de Azim Azimzade. Después continuó su educación en el Instituto de Arte de Moscú y se graduó de la facultad de gráfica en 1955. En 1964 fue galardonado con el título de Artista de Honor de la RSS de Azerbaiyán.
En 1977 fue elegido presidente de la Unión de Artistas de Azerbaiyán. En el mismo año fue nombrado secretario de la Unión de Artistas de la Unión Soviética. Dirigió la Unión de Artistas de Azerbaiyán hasta 1987.
Yusif Huseynov trabajó durante mucho tiempo como jefe del departamento de pintura de la Universidad Estatal de Cultura y Arte de Azerbaiyán. Desde 2000 fue profesor en la Academia Estatal de Bellas Artes de Azerbaiyán.
Fue elegido diputado del Sóviet Supremo de la República Socialista Soviética de Azerbaiyán. El 23 de febrero de 1979 fue galardonado con el título de “Artista del Pueblo de la RSS de Azerbaiyán.
Yusif Huseynov murió el 1 de septiembre de 2009.

## Premios y títulos
- 1964 - Artista de Honor de la RSS de Azerbaiyán
- 1979 - Artista del Pueblo de la RSS de Azerbaiyán